# یابالچوو
یابالچوو (به بلغاری: Yabalchevo) روستایی در بلغارستان است که در Ruen واقع شده‌است.